# Parque nacional Świętokrzyski
El parque nacional Świętokrzyski o de Santa Cruz (en polaco: Świętokrzyski Park Narodowy) es un parque nacional en el Voivodato de Santa Cruz en el centro de Polonia. Cubre la parte alta de la cordillera de Santa Cruz (Świętokrzyskie) - incluyendo sus dos picos más altos: Łysica, de 612 m, y Lysa Góra ("montaña pelada"), de 595 m. También cubre la parte oriental de la Cordillera Klonowski y parte de la Cordillera Pokrzywianski. El parque tiene su sede en Bodzentyn.

## Historia
La historia de los esfuerzos para proteger esta parte de Polonia se remonta a los tiempos anteriores a la Primera Guerra Mundial. En 1921, una reserva forestal fue creada por primera vez en las montañas de Santa Cruz, se trataba de la reserva de Józef Kostyrko en Chełmowa Góra (1,63 km²). En 1932, el área de la reserva se amplió oficialmente a 13,47 km², pero el parque nacional ampliado no se creó hasta 1950.

## Imágenes

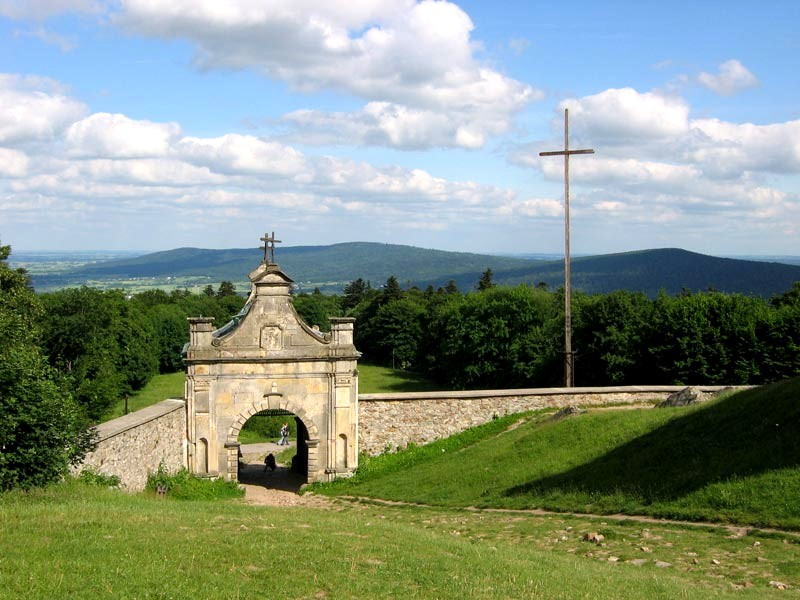
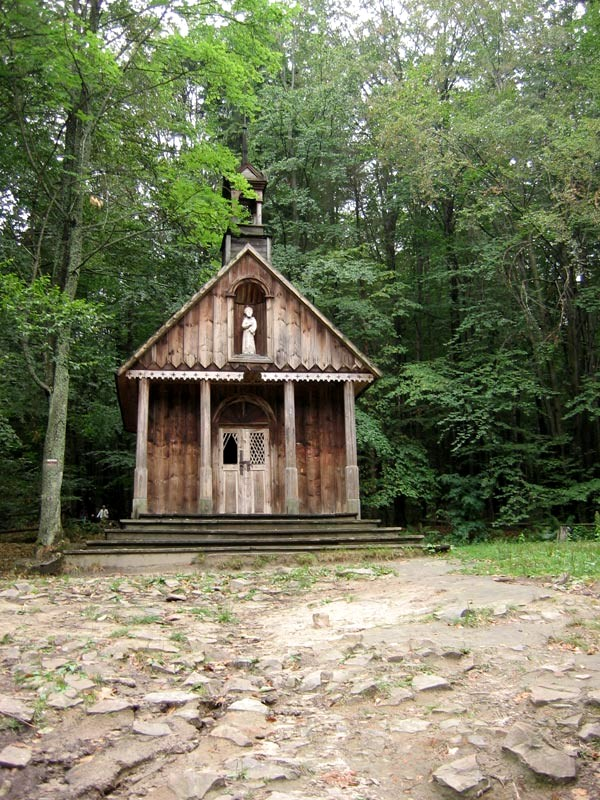